# Dendropanax hondurensis
Espèce
Statut de conservation UICN

 CR C2a : 
En danger critique
Dendropanax hondurensis est une espèce de plantes à fleurs de la famille des Araliaceae.

## Publication originale
- Bulletin of the British Museum (Natural History), Botany 19: 14, f. 6. 1989.